# Pfarrkirche Kamp

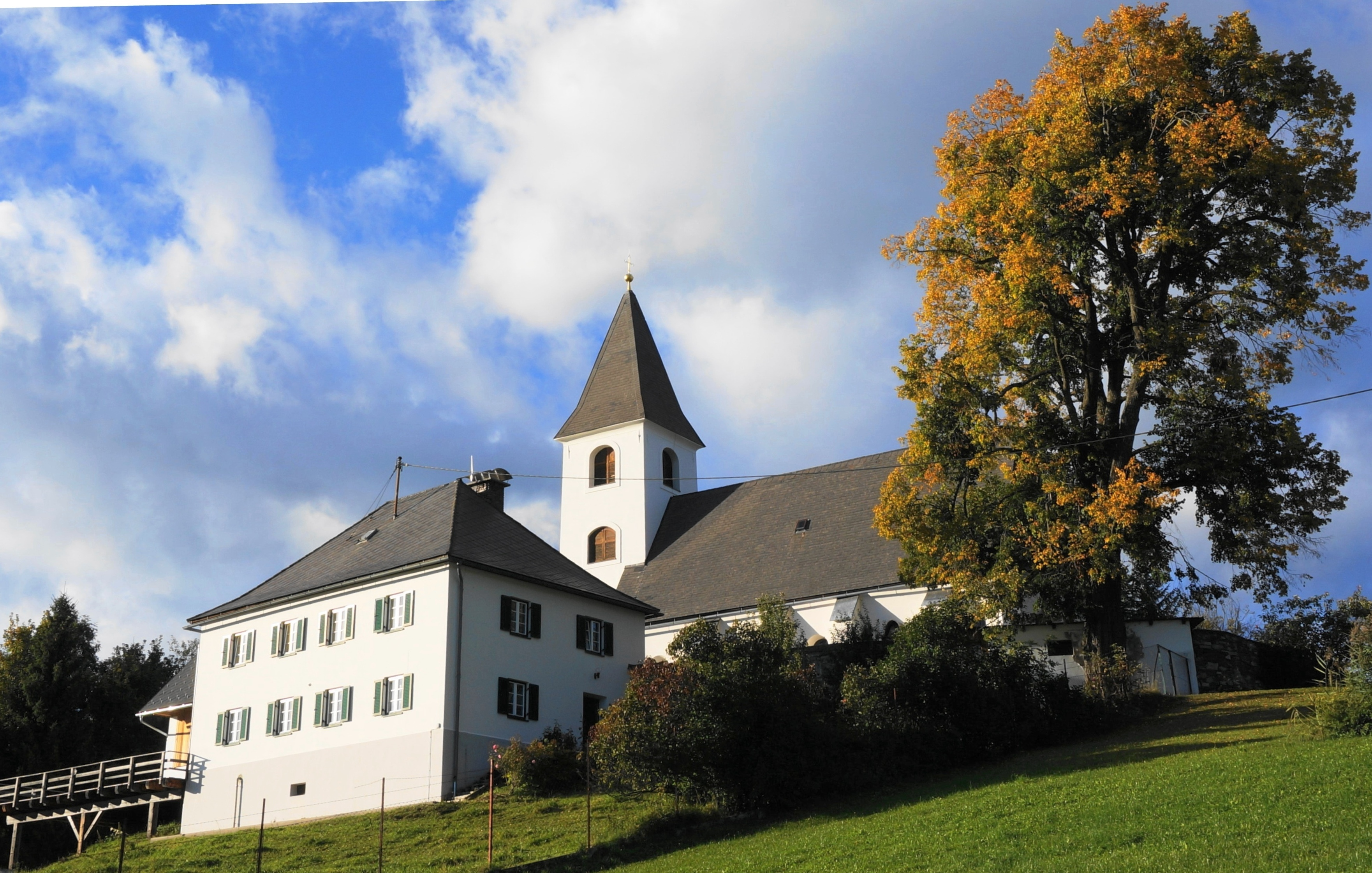
Katholische Pfarrkirche hl. Nikolaus in Kamp, davor der Pfarrhof

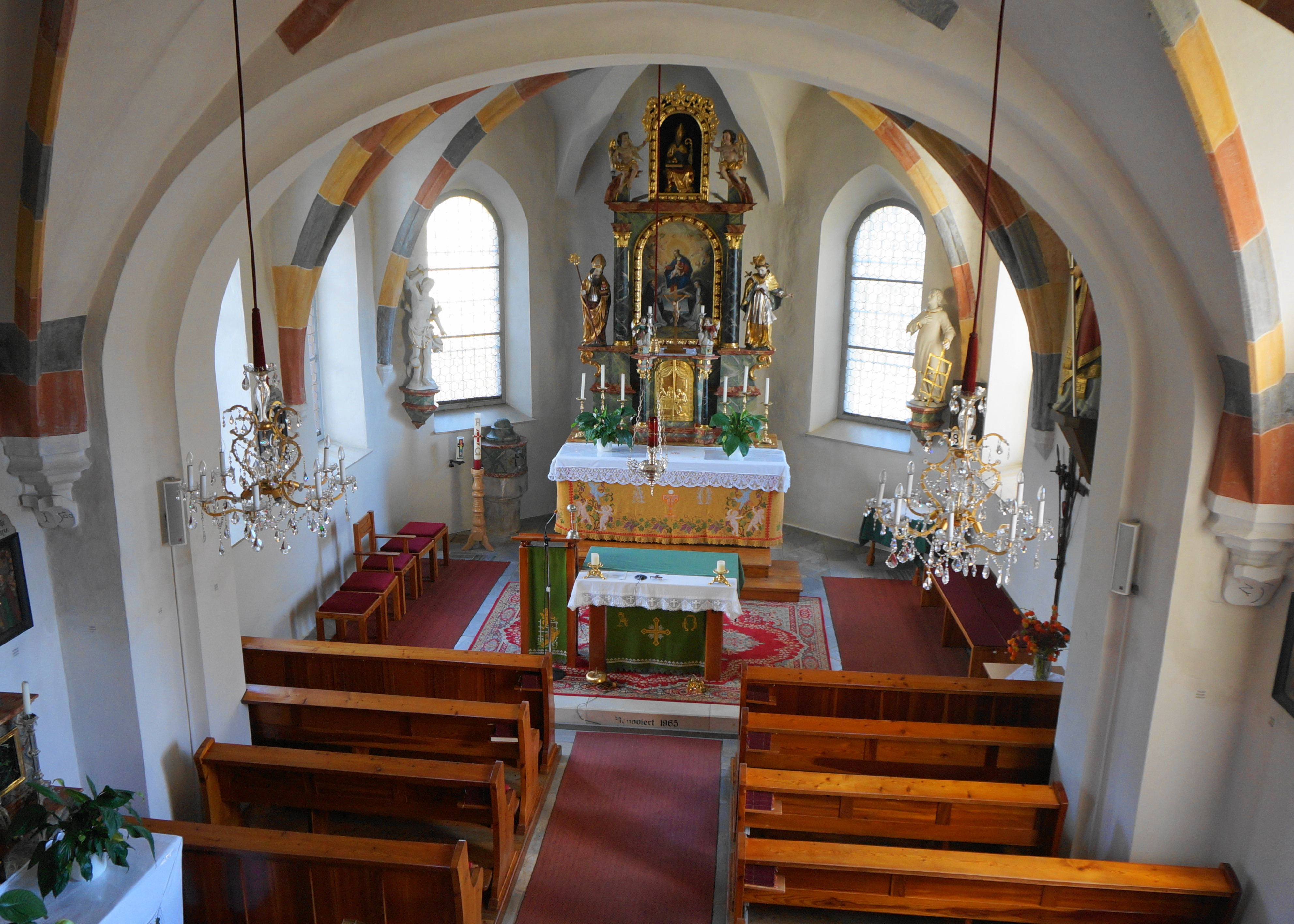
Vom Langhaus zum Chor

Die Pfarrkirche Kamp steht im Ort Kamp in der Marktgemeinde Frantschach-St. Gertraud im Bezirk Wolfsberg in Kärnten. Die dem Patrozinium des Heiligen Nikolaus von Myra unterstelle römisch-katholische Pfarrkirche gehört zum Dekanat Wolfsberg in der Diözese Gurk-Klagenfurt. Die Kirche und der Friedhof stehen unter Denkmalschutz (Listeneintrag).

## Geschichte
Urkundlich wurde 1346 und 1399 eine Kirche genannt. Die (erneute) Kirchweihe von 1493 soll auf die Entweihung der Kirche während eines Einfalls osmanischer Türken geschehen sein, der überlieferte Türkeneinfall in Kärnten ist für 1492 jedoch nicht belegt.
Der spätgotische Kirchenbau aus dem Ende des 15. Jahrhunderts und ersten Viertel des 16. Jahrhunderts wurde im 19. Jahrhundert nach Westen erweitert. Der Westturm ist aus 1843.

## Architektur
Das Kirchenäußere zeigt am Langhaus und gleich breitem Chor zweifach abgestufte Strebepfeiler. Die Erweiterung des Langhauses erfolgte um ein Joch. Der Turm trägt einen Pyramidenhelm.
Über dem südlichen Portal steht außen eine Holzfigur Nikolaus aus dem 19. Jahrhundert.
Das Kircheninnere zeigt im Langhaus in zwei Jochen ein Netzrippengewölbe auf runden Wanddiensten. Die Konsolen an der Triumphbogenwand nennen 1500 und 1523, Schlusssteine sind bemalt mit Meisterzeichen und 1523. Der Triumphbogen ist aus dem 19. Jahrhundert. Der einjochige Chor mit einem Fünfachtelschluss hat ein Kreuzrippengewölbe auf Konsolen aus dem späten 15. Jahrhundert. Die Fensteröffnungen sind aus der Mitte des 19. Jahrhunderts. In den südlichen Gewölbekappen des Chores wurden 1965 Reste einer Malerei Engelpaar und Engel mit Glocke aus dem Ende des 15. Jahrhunderts aufgedeckt.

## Ausstattung
Der Hochaltar um 1700 zeigt ein Bild Rosenkranzmadonna und trägt links die Figur Nikolaus aus dem Ende des 15. Jahrhunderts und rechts die Figur Johannes Nepomuk um 1700. Der Altaraufsatz trägt die gotische Sitzfigur Nikolaus um 1420. An der Wand sind weiß gefasste Konsolfiguren Sebastian und Laurentius aus der zweiten Hälfte des 18. Jahrhunderts. Der Volksaltar ist aus 1991.

## Glocken
Das Geläute der Pfarrkirche Kamp stellt eine Besonderheit in der Österreichischen Glockenszene dar. Nebst einer historischen Bronzeglocke sowie einer Zwischenkriegsglocke der Böhlerwerke in Kapfenberg füllen weitere sieben weitere Glocken des Bochumer Vereins den kleinen Turm. Somit ist das Geläute von Kamp das umfangreichste Stahlglockengeläute Österreichs.
| Nr.       | Durchmesser (mm) | Masse (kg, ca.) | Schlagton | Glockengießer              | Gussjahr | Rippenkonstruktion |
| --------- | ---------------- | --------------- | --------- | -------------------------- | -------- | ------------------ |
| 1. Glocke | 1.505            | 1.270           | d1        | Bochumer Verein            | 1958     | Versuchsrippe 7    |
| 2. Glocke | 1.275            | 770             | f1        | Bochumer Verein            | 1958     | Versuchsrippe 7    |
| 3. Glocke | 1.155            | 670             | g1        | Gebrüder Böhler Kapfenberg | 1922     | B2-Rippe           |
| 4. Glocke | 1.055            | 510             | a1        | Bochumer Verein            | 1958     | Untermollsextrippe |
| 5. Glocke | 780              | 270             | b1        | L. L Rödler                | 1718     | leichte Rippe      |
| 6. Glocke | 885              | 310             | c2        | Bochumer Verein            | 1958     | Untermollsextrippe |
| 7. Glocke | 790              | 220             | d2        | Bochumer Verein            | 1958     | Untermollsextrippe |
| 8. Glocke | 685              | 145             | f2        | Bochumer Verein            | 1958     | Untermollsextrippe |
| 9. Glocke | 625              | 115             | g2        | Bochumer Verein            | 1958     | Untermollsextrippe |